# Schoorpaal

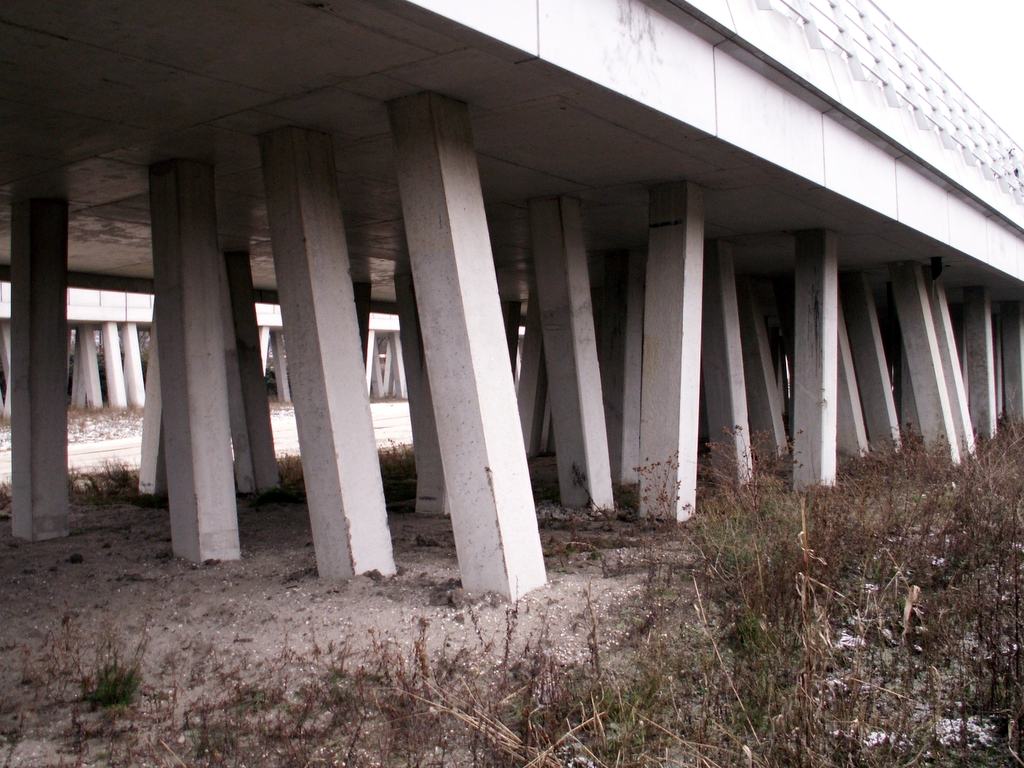
Schoorpalen onder het HSL viaduct bij Blijdorp in Rotterdam

Een schoorpaal is een type heipaal die onder of boven het maaiveld onder een hoek wordt ingeslagen, zodat horizontale krachten zoals windbelastingen of gronddruk als drukkracht kunnen worden overgebracht naar de ondergrond.